# Spedizione olandese sulla costa occidentale di Sumatra
La spedizione olandese sulla costa occidentale di Sumatra fu una spedizione punitiva compiuta dalla Compagnia olandese delle Indie orientali nel 1831 contro il sultanato di Aceh, in Indonesia.
Il trattato anglo-olandese del 1824 limitò la libertà d'azione degli olandesi nel sultanato di Aceh, sull'isola di Sumatra. Il trattato assicurava l'indipendenza ad Aceh e obbligava gli olandesi ad assicurare la libera navigazione nell'area attorno al territorio statale. Nel 1831 alcuni pirati acehesi saccheggiarono la nave americana Friendship presso Kuala Batee. Il passaggio dello schooner olandese Dolfijn ad ogni modo fece fallire il tentativo di recuperare la nave, ma il terrore di una guerra aperta con Aceh e la crisi diplomatica con gli inglesi impedì agli olandesi di rispondere come avrebbero voluto all'episodio. Gli acehnesi vennero incoraggiati da alcuni successi come l'occupazione di Baros, ad attaccare altri avamposti olandesi. La risposta degli olandesi fu quella a quel punto di dichiarare che Baros, Singkil e Tapus si trovavano al di fuori del sultanato di Aceh e pertanto prepararono un'armata pronta a rioccupare l'area per conto del governo olandese.
Il tenente colonnello Roeps, comandante di Baros, ottenne l'ordine di procedere verso la città, scontrandosi col nemico solo quando necessario. In uno di questi scontri, venne mortalmente ferito da un colpo di cannone. Il suo sostituto, Michiels, prese il comando dello squadrone di 700 uomini e piombò su Baros. Il tenente Bisschoff scalò il parapetto di uno dei fortilizi presenti ed abbassò a mano la bandiera degli acehnesi, ricevendo undici ferite da klewang compiendo tale atto. Lasciandosi dietro armi e munizioni, gli acehnesi si ritirarono verso Tapus e Singkil, dove li attendeva il grosso del loro esercito al comando di Mohamed Arief. Nuovamente ad ogni modo gli acehnesi vennero espulsi e le autorità olandesi tornarono padrone dell'area.